# Jordi Vilajoana i Rovira
Jordi Vilajoana i Rovira (Barcelona, 17 de setembre de 1949) és un economista i polític català, conseller de la Generalitat de Catalunya, diputat i senador a les Corts Espanyoles.

## Biografia
Es llicencià en ciències econòmiques per la Universitat de Barcelona i obtingué la diplomatura en màrqueting de nous productes per ESADE i el títol d'Advanced Management per la Universitat Harvard. El 1975 fou un dels fundadors d'Esquerra Democràtica de Catalunya (EDC), i el 1978 passà a CDC.
Ha treballat activament en el món de la publicitat, i ha estat conseller de La Seda de Barcelona S.A, però ho abandonà el 1995 per ocupar la direcció general de la Corporació Catalana de Ràdio i Televisió (CCRTV). Alhora, s'encarregà de cogestió de la Federació d'Organismes de Ràdio i Televisió Autonòmics (FORTA) i amb la presidència del complex multimediàtic català Media Park. Just després de les eleccions al Parlament de Catalunya de 1999 fou nomenat conseller de Cultura de la Generalitat de Catalunya, càrrec que ocupà fins al 2003. Va ser secretari de Difusió i Atenció Ciutadana al Departament de la Presidència.
Ha estat membre de la Permanent de la Fundació Universitat Oberta de Catalunya, del consell d'administració del Teatre Nacional de Catalunya, del Consell Social de la Llengua Catalana, del Patronat del Gran Teatre del Liceu, del Patronat de la FUNITEC, Enginyeria La Salle, i de la Fundació de l'Orfeó Català-Palau de la Música Catalana. A les eleccions generals espanyoles de 2004 fou elegit diputat al Congrés per CiU. Fou vicepresident segon del Congrés dels Diputats durant tota la legislatura. Després fou senador des de 2008 fins a 2013 per designació autonòmica i portaveu de CiU en aquesta cambra. Renuncià a l'escó quan fou nomenat Secretari General de la Presidència de la Generalitat de Catalunya en 2013. Des de 2016 a 2017 va ser secretari d'Atenció Ciutadana i Difusió al Departament de la Presidència. El gener de 2017 va ser nomenat president de l'Agència Catalana de Notícies.